# Christine Ziga
Christine Enyonam Ziga, auch Zigah (* 1982), ist eine ehemalige ghanaische Fußballschiedsrichterin und heutige -funktionärin.
Ab 2010 stand sie auf der Liste der FIFA-Schiedsrichter und leitete internationale Fußballspiele.
Ziga wurde für zwei Afrika-Cups der Frauen nominiert. Bei der Afrikameisterschaft 2012 in Äquatorialguinea leitete sie ein Spiel in der Gruppenphase. Bei der Afrikameisterschaft 2014 in Namibia kam sie nicht als Hauptschiedsrichterin zum Einsatz.
Im April 2021 wurde Ziga von der Ghana Football Association (GFA) zur Vorsitzenden des Schiedsrichterkomitees ernannt.